# Eriocaulon tuyamae
Eriocaulon tuyamae är en gräsväxtart som beskrevs av Yoshisuke Satake. Eriocaulon tuyamae ingår i släktet Eriocaulon och familjen Eriocaulaceae.
Artens utbredningsområde är Laos. Inga underarter finns listade i Catalogue of Life.